# Kriegssense
Die Kriegssense, auch Sturmsense genannt, ist eine Stangenwaffe, die im Mittelalter entstanden ist und bis ins 19. Jahrhundert benutzt wurde. Sie besitzt eine flache, gekrümmte, säbelähnliche Klinge, die am konvexen Rand verstärkt, oder wie die bäuerlichen Gras- und Getreidesensen am Rücken umgebogen ist. Die konkaven Teile der Sense sind hingegen geschärft. Sie wurde von Infanterieformationen sowohl als Angriffs- als auch als Defensivwaffe verwendet.

## Geschichte
Im Mittelalter waren freie Bauern und Stadtbewohner im Kriegsfall zum Dienst an der Seite ihres Kriegsherrn verpflichtet. Militärische Ausrüstung wie etwa eine Rüstung oder Schwerter waren allerdings sehr kostspielig. Die Kriegssense ist eine einfache Bauernwaffe, die der Vorstellung der damaligen Bauern von einer Waffe am nächsten kam. Dies erklärt auch die große Verbreitung dieser Waffe. Als offensichtlich wurde, wie wirkungsvoll die Kriegssense im Kampf sein konnte, wurde sie schrittweise verbessert.
Bereits im 12. Jahrhundert wurde in England eine Stangenwaffe beschrieben, die einer Sturmsense nahekommt. Allerdings ist eine derartige Typisierung nicht exakt nachgewiesen, da es sich bei dieser Waffe um ein Modell handelte, das damals verschiedenen Waffengattungen zugerechnet wurde. Teils wurde sie zu den Glefen gezählt, teils auch in Frankreich und England Guisarme genannt.
Die ersten „echten“ Sturmsensen traten in der ersten Hälfte des 16. Jahrhunderts während der Bauernunruhen in Tirol auf, ebenso in den Aufständen der Tiroler der Jahre 1703, 1805 und dem Tiroler Volksaufstand von 1809 (berühmt vor allem der „Senseler“ Anton Reinisch, der 15 Franzosen damit niedergestreckt haben soll), sowie in den polnischen Aufständen von 1830/31 und 1863/64. In geringer Zahl dürften sie in den Burgunderkriegen von den Schweizern geführt worden sein.
Bei der Belagerung Wiens durch die Türken im Jahre 1683 verwendeten die Wiener Verteidiger eine Art Sturmsense, die sich bei der Verteidigung von Breschen äußerst gut bewährte. Diese Sturmsense bestand aus einer 90 cm langen, flachen Spießklinge, die an einem kurzen Schaft (Griffteil) befestigt war. Kurz vor der Befestigungstülle (Dille) breiteten sich beiderseits konkav aufwärts gerichtete, sensenähnliche Klingen aus, deren Spitzen 80 cm von der Spießklinge abstanden. Etwa in der Mitte dieser Sensenklingen waren quadratische Löcher angebracht, die dazu dienten, mehrere dieser Sensen mit Hilfe von Federbolzen zu verbinden, sodass eine ganze Reihe dieser Waffen praktisch eine Einheit bildeten.

## Gebrauch
Bei einem Angriff wurden so viele Sturmsensen wie benötigt miteinander verbunden. Möglichst viele Soldaten ergriffen die Schäfte und stürmten vor. Bei dieser Einsatzweise waren die Sturmsensen eine äußerst effektive Waffe. Am Ende der Bauernkriege wurde das Umschmieden einer Sense mit der Todesstrafe belegt.
Im 18. Jahrhundert führten die Mannschaften der Kriegsflotten an der unteren Donau, die sogenannten Czaikisten, Sturmsensen auf ihren Schiffen mit, um sich gegen Enterung verteidigen zu können.
Mit dem verstärkten Gebrauch von Feuerwaffen verloren die Sturmsensen ihre Bedeutung.

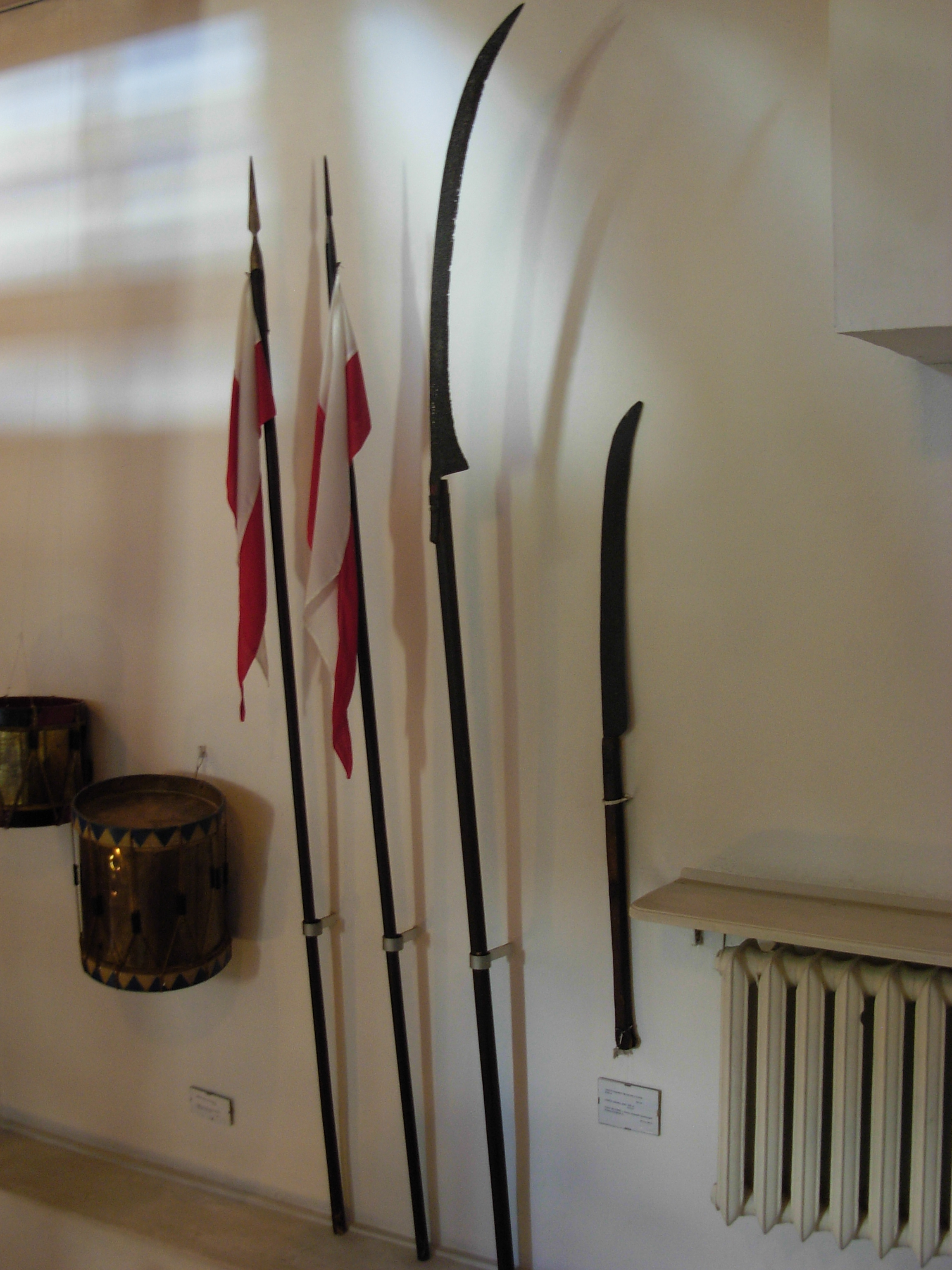
Kriegssensen (erste und zweite von rechts)
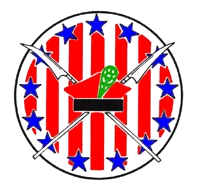
Wappen der polnischen 111. Schwadron mit Kriegssensen
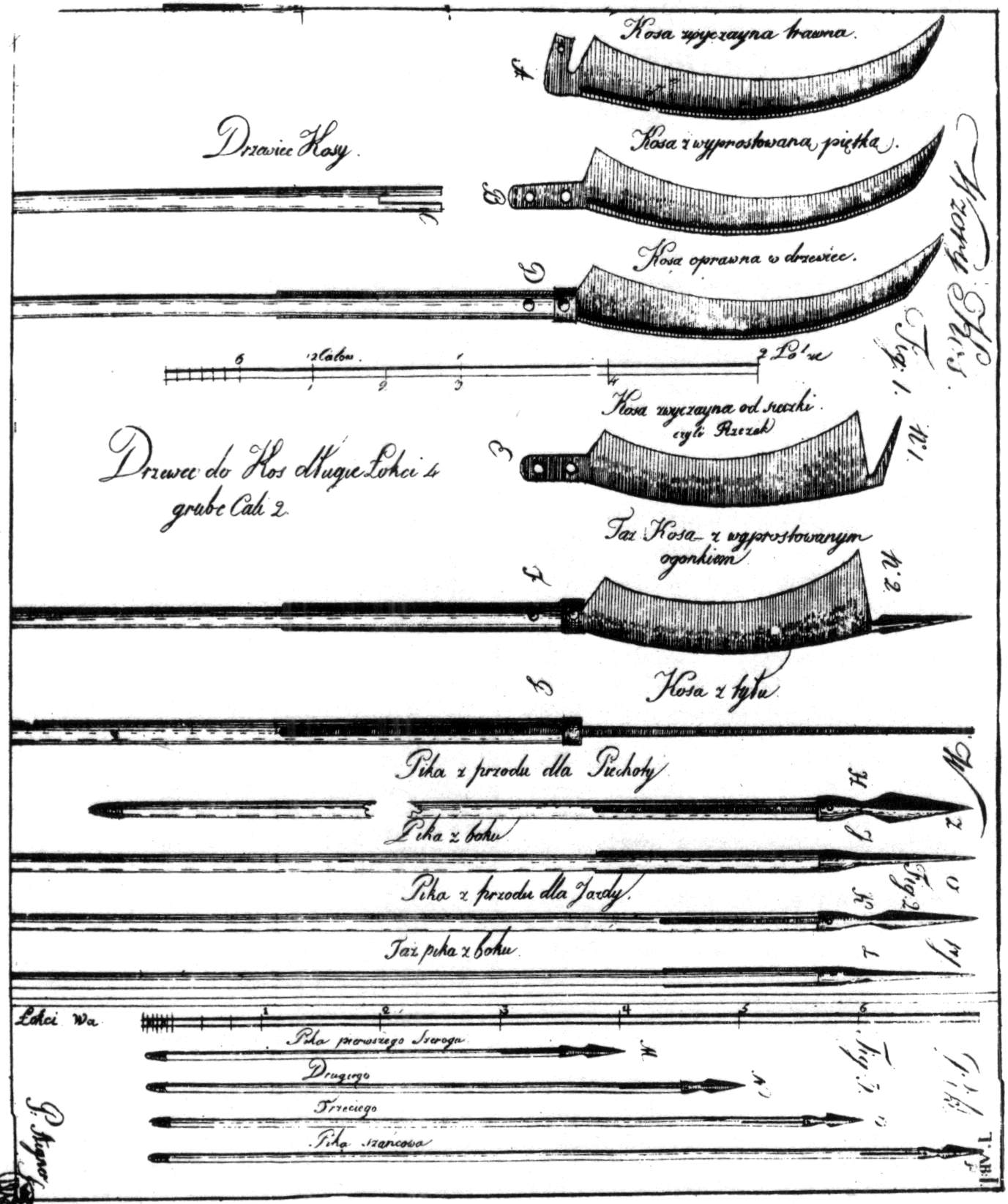
Kriegssensen (Illustration, 1794)
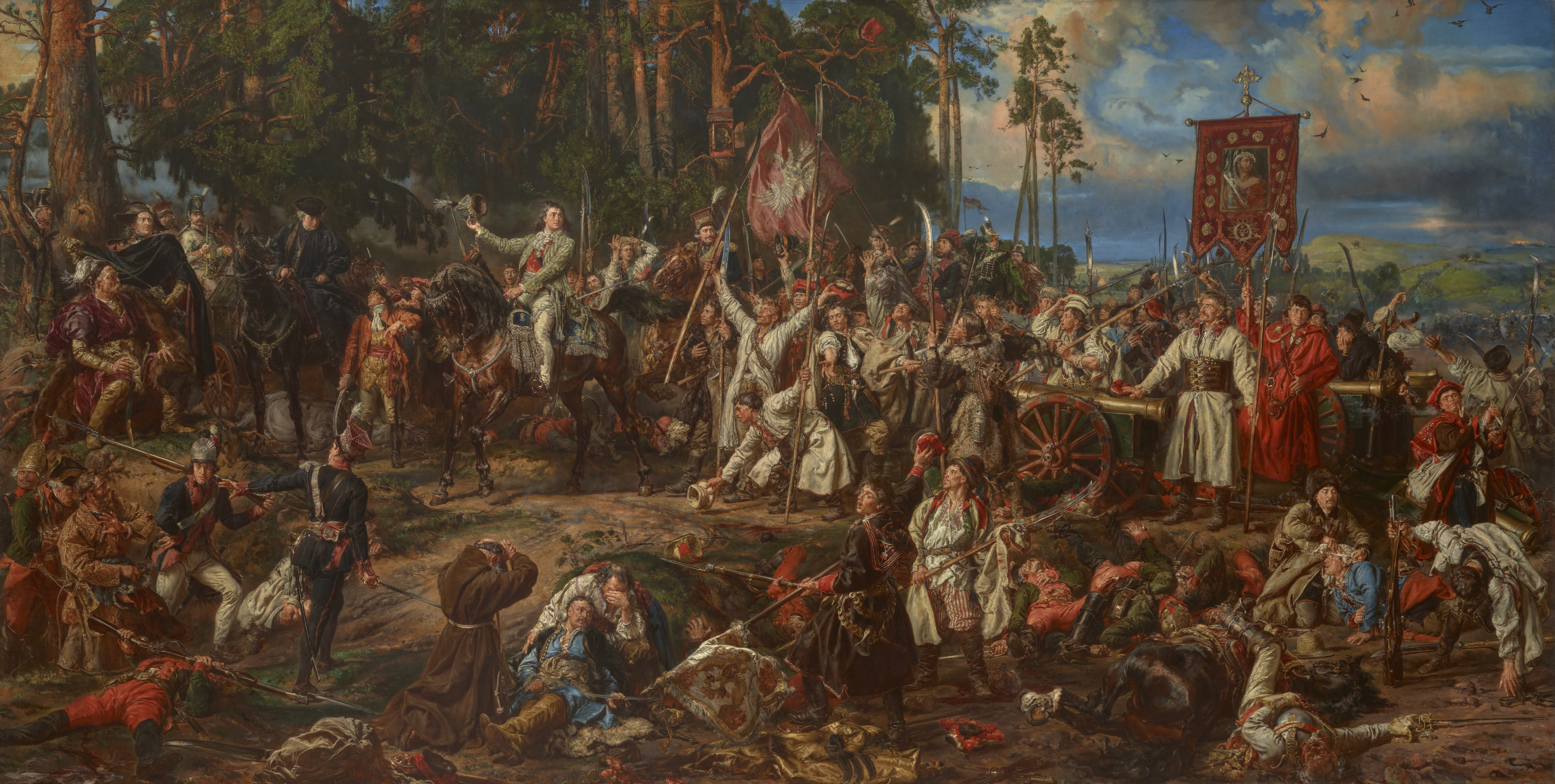
Eine Szene nach der Schlacht bei Racławice mit Kriegssensen in Bildmitte (Gemälde von Jan Matejko, 1884)
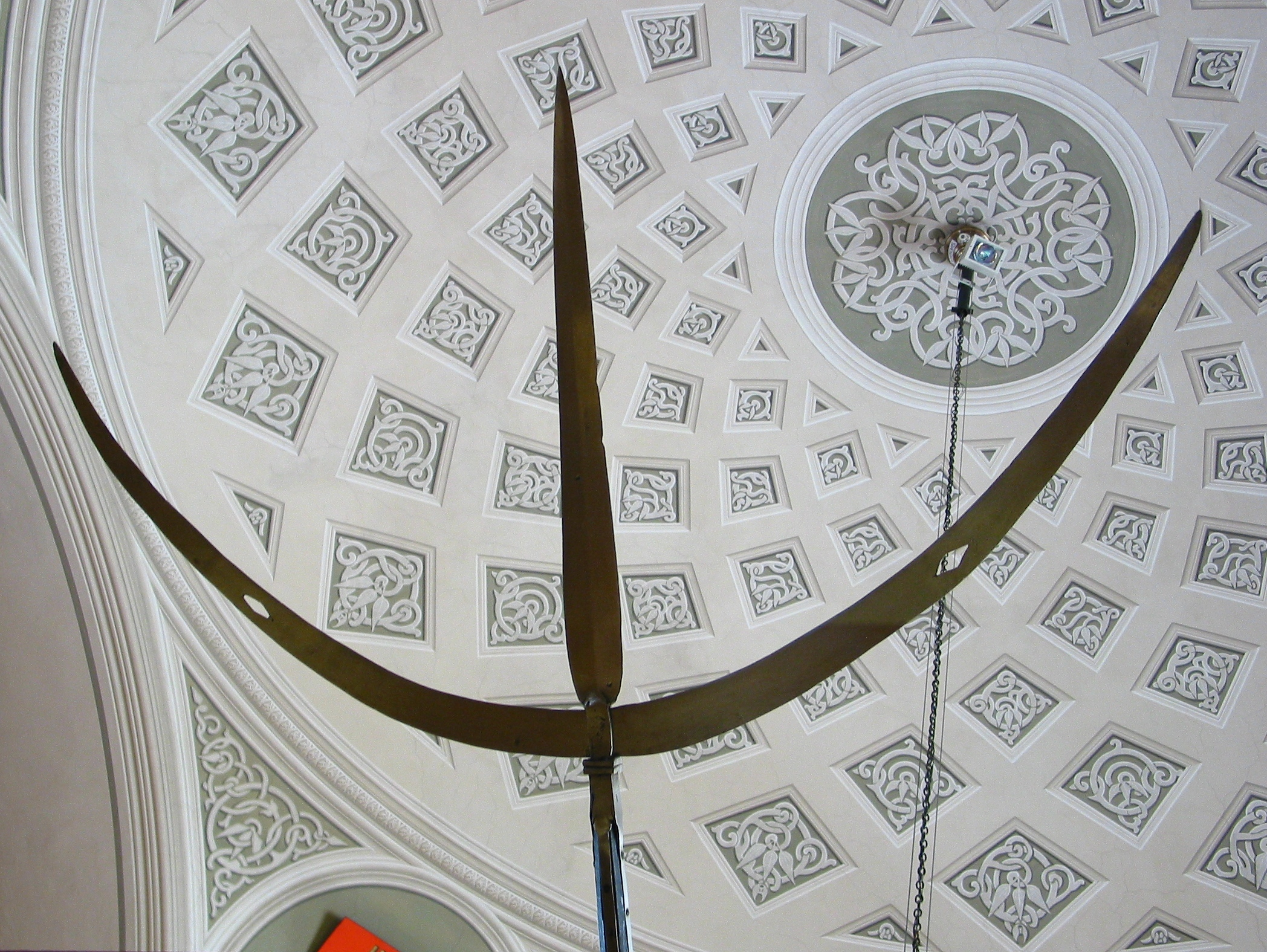
Sturmsense, 1683 gegen die Türken vor Wien eingesetzt (HGM)
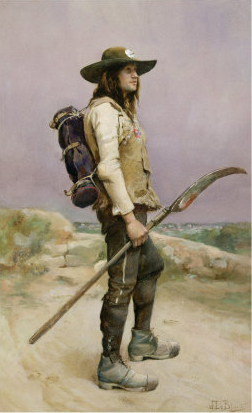
„Le Vendéen“ zur Zeit des Aufstands der Vendée 1793 (Gemälde von Julien Le Blant, um 1880)
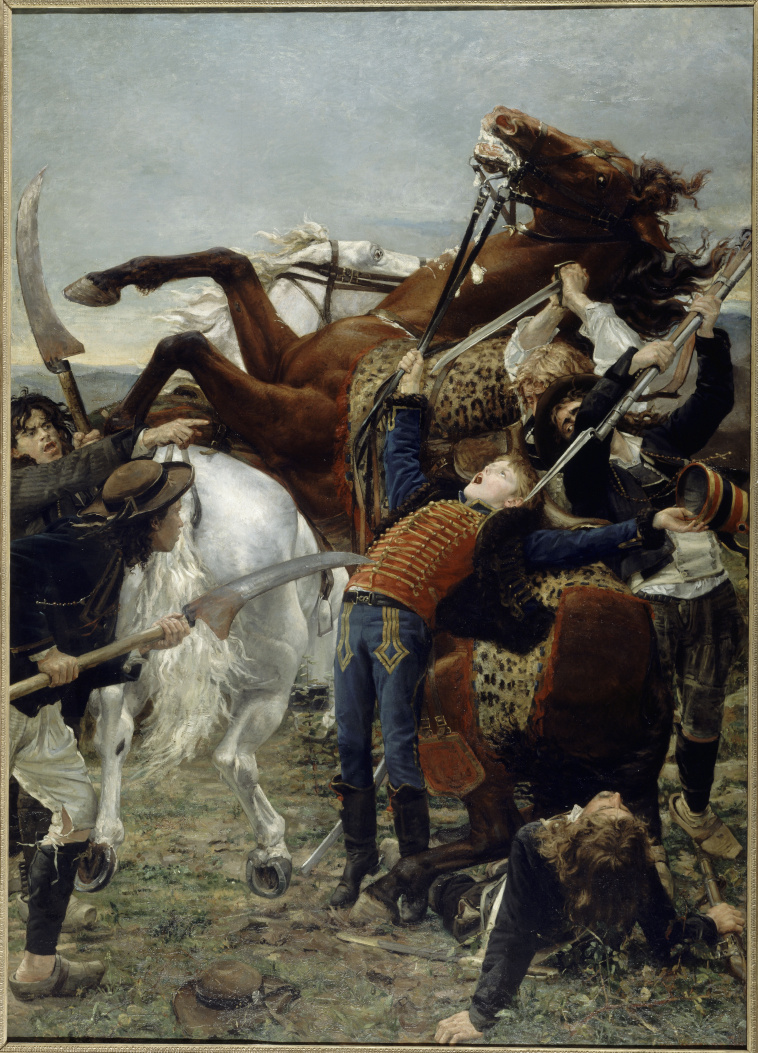
Tod von Joseph Bara im Aufstand der Vendée 1793 (Gemälde von Jean-Joseph Weerts, 1883)
Gedenktafel des „Senseler“ von Volders, Anton Reinisch (1797)